# Melissodes communis
Melissodes communis es una especie de abeja del género Melissodes, tribu Eucerini, familia Apidae. Fue descrita científicamente por Cresson en 1878.

## Descripción
Mide 13 milímetros de longitud.

## Distribución
Se distribuye por América Central y del Norte.